# Lilium bosniacum
Lilium bosniacum (bosnisch Zlatni ljiljan oder Bosanski ljiljan) ist eine Art aus der Gattung der Lilien (Lilium) in der Candidum-Sektion innerhalb der Familie der Liliengewächse (Liliaceae).

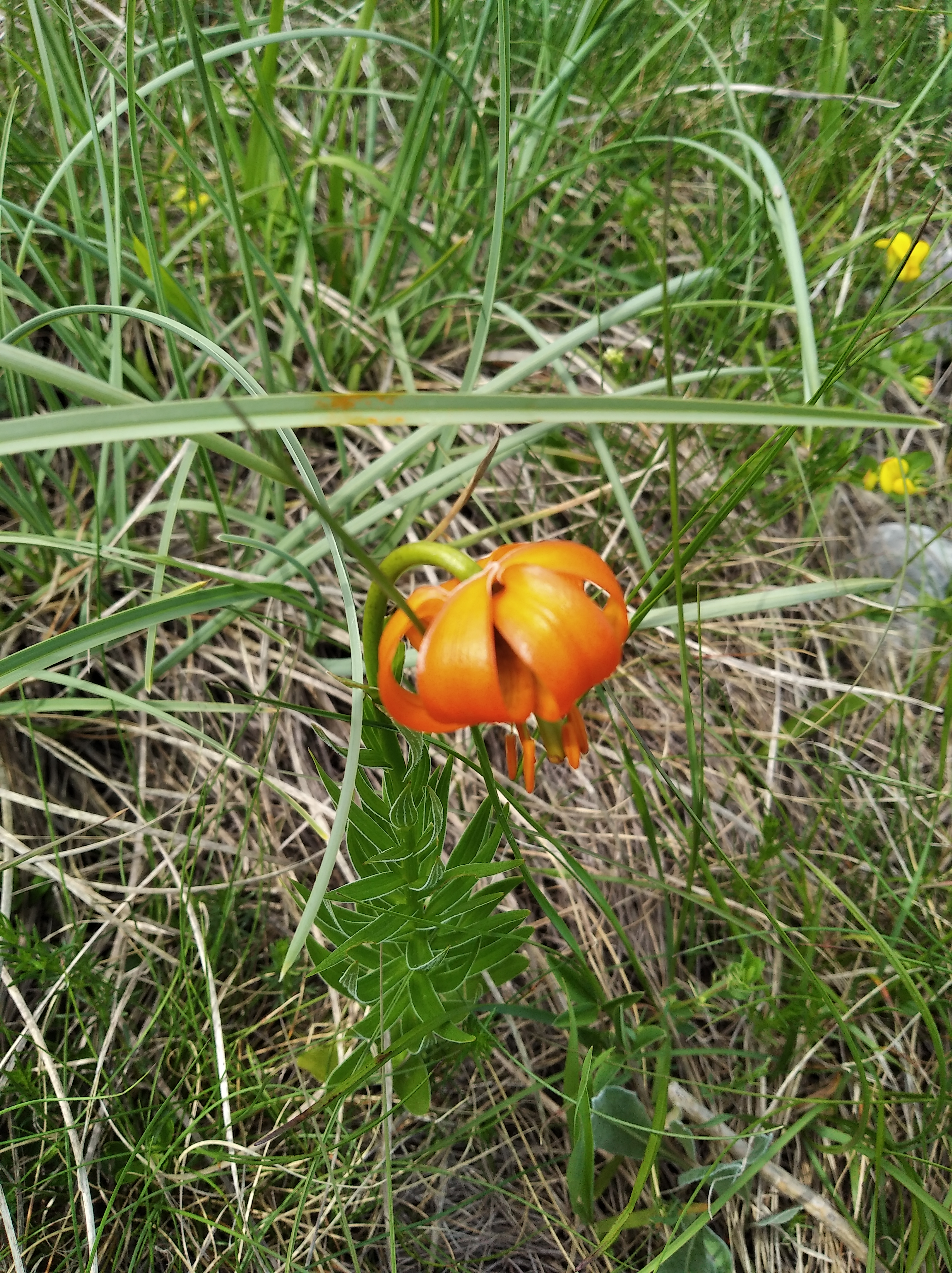
Lilium bosniacum

## Beschreibung
Lilium bosniacum ist eine mehrjährige, krautige Pflanze, die Wuchshöhen zwischen 30 und 90 Zentimetern erreicht.
Die zahlreichen lanzettlichen Laubblätter mit unbehaarten Blattadern stehen zerstreut um den Stängel, von dem sie waagerecht abstehen.
Die Pflanze blüht mit türkenbundförmigen Blüten an kurzem Blütenstiel. Die sechs gleichgestalteten Blütenhüllblätter (Tepalen) sind dabei so stark zurückgebogen, dass sie fast den Stiel berühren. Die Blüten sind gelb bis orangerot.
Die Chromosomenzahl beträgt 2n = 24.

## Verbreitung
Lilium bosniacum ist in Bosnien im zentralen Dinarischen Gebirge auf Gebirgsmatten in Höhenlagen um 1400 m NN endemisch. Sie gedeiht am besten auf mageren Kalkböden.

## Taxonomie und Systematik
Lilium bosniacum wurde 1887 als Varietät Lilium carniolicum var. bosniacum Beck in Annalen des K. K. Naturhistorischen Hofmuseums Band 2, Seite 47 von Günther Beck von Mannagetta und Lerchenau erstbeschrieben. Sie wurde 1909 von Karl Fritsch in Mitt. Naturwiss. Vereines Steiermark Band 45 Seite 163 als Lilium bosniacum (Beck) Fritsch zur Art erhoben. Synonyme sind Lilium carniolicum subsp. bosniacum (Beck) Asch. & Graebn. und Lilium pyrenaicum var. bosniacum (Beck) V.A.Matthews.
Als Teil der systematisch schwer auflösbaren Carniolicum-Gruppe war ihre systematische Position lange unklar, so wurde sie auch als Unterart bzw. Varietät zur Pyrenäen-Lilie (Lilium pyrenaicum), als Synonym zu Lilium chalcedonicum, als Unterart von Lilium jankae sowie auch als eigenständige Art geführt. Erst molekulargenetische Untersuchungen untermauerten ihren Rang als eigenständige Art.

## Gefährdung
Als seltene Art steht sie auf der „Roten Liste“ von Bosnien und Herzegowina.